# Palau de l'Òpera de la Corunya
El Palau de l'Òpera de la Corunya (en gallec: Palacio da ópera da Coruña) és un edifici situat a la Glorieta de América, a la Corunya, al costat del Parc de Santa Margarida. Antigament era el palau de congressos de la ciutat. La construcció d'un nou centre de congressos i exposicions a la zona del port, Palexco, va impulsar la reforma d'aquest edifici que és seu de l'Orquestra Simfònica de Galícia.
L'auditori principal té unes bones condicions tècniques i acústiques, i té capacitat per a 1.729 persones. En el mateic recinte, el Palau de l'Òpera alberga una Sala de Càmera, una Sala de Ponències, una Sala VIP i una zona d'exposició.